# 弦楽五重奏曲第2番 (モーツァルト)
弦楽五重奏曲第2番 ハ短調 K. 406 (516b) は、ヴォルフガング・アマデウス・モーツァルトが作曲した弦楽五重奏曲であり、自身が作曲した『セレナード第12番 ハ短調（『ナハトムジーク』）』（K. 388）を1787年に編曲した作品である。

## 概要
原曲のセレナードは1782年7月に作曲されており、2本ずつのオーボエ、クラリネット、ファゴット、ホルンで編成される。この弦楽五重奏への編曲は、その5年後に第3番（K. 515）や第4番（K. 516）を書き上げたあとに行われた（このため、出版物などでは本作が第4番と表記され、第3番が第2番、第4番が第3番と表記されているものもある）。編曲した理由は不明だが、第3番や第4番と一緒に出版するためだったとも、時間がなかったために慌てて編曲で済ませたためともいわれる。原曲は管楽器8本であるが、実質5声であったためほとんどそのまま弦楽五重奏の形に落とし込んでいる。
また、原曲のセレナードは一般的なセレナードにしては暗く、深刻で緊迫した曲風である点で異色である。そのセレナードからそのまま置き換えたこの弦楽五重奏曲も、5声ならではの緊密で凝縮された響きを持っている。

## 曲の構成
全4楽章、演奏時間は約23分。
- 第1楽章 アレグロ
ハ短調、2分の2拍子（アラ・ブレーヴェ）、ソナタ形式。
お使いのブラウザーでは、音声再生がサポートされていません。音声ファイルをダウンロードをお試しください。
- 第2楽章 アンダンテ
変ホ長調、8分の3拍子、ソナタ形式。
お使いのブラウザーでは、音声再生がサポートされていません。音声ファイルをダウンロードをお試しください。
- 第3楽章 メヌエット・イン・カノーネ - トリオ・イン・カノーネ・アル・ロヴェッショ
ハ短調 - ハ長調、4分の3拍子。
お使いのブラウザーでは、音声再生がサポートされていません。音声ファイルをダウンロードをお試しください。
お使いのブラウザーでは、音声再生がサポートされていません。音声ファイルをダウンロードをお試しください。
- 第4楽章 アレグロ
ハ短調、4分の2拍子、変奏曲形式。
お使いのブラウザーでは、音声再生がサポートされていません。音声ファイルをダウンロードをお試しください。